# بخش زیدآباد
بخش زیدآباد یکی از بخش‌های شهرستان سیرجان در استان کرمان ایران است.

## جمعیت
براساس سرشماری مرکز آمار ایران در سال ۱۳۹۵، جمعیت بخش زیدآباد ۲۷٬۸۱۸ نفر بوده‌است.

## تقسیمات کشوری
بخش زیدآباد از دو دهستان تشکیل شده‌است:
- دهستان محمودآبادسید
- دهستان زیدآباد

## رتبه بخش در استان
بخش زیدآباد براساس سرشماری سال ۹۵ هفتمین بخش پرجمعیت استان کرمان می باشد.
لیست ۱۰ بخش پرجمعیت استان کرمان که در آینده شهرستان خواهند شد.
| ردیف | بخش            | شهرستان  | جمعیت سال ۱۳۹۵ |
| ---- | -------------- | -------- | -------------- |
| ۱    | بخش بروات      | بم       | ۵۹٬۶۱۲         |
| ۲    | بخش اسماعیلی   | جیرفت    | ۴۲٬۸۶۷         |
| ۳    | بخش ساردوئیه   | جیرفت    | ۳۹٬۱۵۸         |
| ۴    | بخش ماهان      | کرمان    | ۳۳٬۵۲۱         |
| ۵    | بخش گلباف      | کرمان    | ٣٢٣۵۴          |
| ۶    | بخش چترود      | کرمان    | ۳۱٬۱۸۳         |
| ۷    | بخش زیدآباد    | سیرجان   | ۲۷٬۸۱۸         |
| ۸    | بخش نگین کویر  | فهرج     | ۲۶٬۹۲۲         |
| ۹    | بخش گنبکی      | ریگان    | ۲۵٬۹۷۶         |
| ۱۰   | بخش چاه دادخدا | قلعه گنج | ۲۵٬۵۴۰         |

هم اکنون جمعیت بخش زیدآباد از  شهرستان کوهبنان بیشتر است که در زیر آمده است.
| ردیف | شهرستان         | مرکز    | تاریخ تأسیس | جمعیت! |
| ---- | --------------- | ------- | ----------- | ------ |
| ۱    | شهرستان کوهبنان | کوهبنان | ۱۳۸۳        | ۲۱٬۲۰۵ |